# Stephen Wiltshire
Stephen Wiltshire (Londra, 24 aprile 1974) è un artista britannico.
È noto per la sua memoria fotografica che gli permette di ritrarre e dipingere un paesaggio dopo averlo visto una sola volta.
Nel 2006, Wiltshire è stato nominato Membro dell'Ordine dell'Impero Britannico (MBE) per i suoi servizi e lavori svolti in ambito artistico. Nello stesso anno, ha inaugurato una mostra permanente sulla Royal Opera Arcade di Londra.
Il neurologo Oliver Sacks ha descritto in modo approfondito il caso di Wiltshire, in quanto affetto dalla sindrome del savant, nel volume Un antropologo su Marte .